# Aleksandr Trietiecki
Aleksandr Władimirowicz Trietiecki (ros. Александр Владимирович Третецкий, ur. 1947 w Nikołajewsku nad Amurem) – rosyjski prawnik i prokurator wojskowy, w latach 1990–1992 przewodniczący grupy śledczej prowadzącej dochodzenie w sprawie zbrodni katyńskiej w ramach śledztwa Głównej Prokuratury Wojskowej ZSRR, generał major Sił Zbrojnych Federacji Rosyjskiej w stanie spoczynku. Członek Polsko-Rosyjskiej Grupy do Spraw Trudnych i profesor nauk prawnych w Moskiewskim Instytucie Humanistyczno-Ekonomicznym.

## Odznaczenia i wyróżnienia
Zasłużony Prawnik Federacji Rosyjskiej. Odznaczony m.in. Orderem Czerwonej Gwiazdy, Orderem „Za Służbę Ojczyźnie w Siłach Zbrojnych ZSRR” i Orderem „Za Osobistą Odwagę” oraz odznaczeniami polskimi: Krzyżem Komandorskim Orderu Zasługi Rzeczypospolitej Polskiej (2010) oraz Odznaką Honorową „Bene Merito” (2011).